# Кретьен, Жан-Пьер
Жан-Пьер Кретьен (фр. Jean-Pierre Chrétien, 18 сентября 1937, Лилль, Франция) — французский историк-африканист, этнограф, специалист по району Великих озёр Африки. Автор ряда работ по истории региона, в том числе отмеченной как фундаментальная L’Afrique des grands lacs. Deux mille ans d’histoire (с фр. — «Великие озёра Африки: Две тысячи лет истории»), за которую в 2000 году получил Гран-при фестиваля «Les Rendez-vous de l’histoire».
Кавалер Ордена Почётного легиона и лауреат французской литературной премии «Люка Дюран-Ревиля». Член «бурундийско-французской исторической школы». Член международного трибунала по Руанде и ряда других организаций, исследовавших геноцид 1994 года. Автор написанной по заказу «Репортёров без границ» и ЮНЕСКО книги о роли средств массовой информации в данном событии.
Автор научной теории о том, что до прибытия европейцев национального разделения в Руанде де-факто не существовало. Данная теория принимается не всеми представителями научного сообщества и подвергается критике рядом других историков-африканистов. В частности в качестве «награды» за её «изобретение» Кретьен получил пародийную премию имени советского деятеля псевдонауки Трофима Лысенко.

## Биография
Жан-Пьер родился 18 сентября 1937 года в Лилле, Франция. Изначально он хотел стать специалистом по Веймарской республике и написать фундаментальное исследование этого государства, но в 1964 году Кретьен записался добровольцем для работы в Демократической республике Конго. Однако политические волнения окончательно изменили его планы. С 1964 по 1968 год Кретьен преподавал историю в университете в городе Бужумбура, Бурунди, основанной под эгидой ЮНЕСКО. Там же он руководил подготовкой первой группы учителей молодого государства. Первоначально в стране Жан-Пьер занимался изучением немецкоязычных документов из оставшихся от колонизаторов архивов, однако затем «проникся регионом» и решил заняться им вплотную. В интервью он рассказывал, что данный континент пленил его и что он хотел бы рассказать о нём всему миру.
Вернувшись во Францию, с 1969 по 1972 Кретьен работал в университете Лилль-III, но во время геноцида 1994 года Жан-Пьер находился в Руанде. В дальнейшем он как эксперт и свидетель расправ входил в состав Международного трибунала по Руанде. Помимо этого Кретьен выступал перед тремя организациями, занимавшимися расследованием обстоятельств трагедии:
- Бельгийская сенатская комиссия[3]
- Парламентская комиссия по Руанде[фр.] Французского национального собрания[3]
- Рабочая группа Организации африканского единства[3]

Кретьен был основателем единственного на тот момент франкоязычного научного журнала по истории Африки — Afrique & Histoire, существовавшего с 2003 по 2007 год и выпускавшегося издательством Verdier. Всё это время учёный выступал его главным редактором. В 2012 году Министерство высшего образования и научных исследований Франции представило Кретьена к получению Ордена Почётного легиона.

## Научная деятельность и её оценки

### Ранние работы
Будучи специалистом по региону Великих озёр Африки, который он активно изучал при работе в Бурунди, Жан-Пьер Кретьен особенно внимательно следил за событиями в Руанде. Он написал две книги — Les médias du génocide и  Le défi de l'éthnisme, посвящённые в первую очередь геноциду 1994 года. Первая из них была посвящена вопросу использования СМИ в ходе последнего и написана и издана при поддержке французской международной организации по защите свободы информации и печати «Репортеры без границ». Исследование было проведено по просьбе ЮНЕСКО, исполнительный совет которой «выразил озабоченность по поводу неправомерного использования средств массовой информации с целью прямого и публичного подстрекательства к геноциду».
Вторая книга является резюмирующей работой в рассказе Кретьена о главной теме его исследований. В ней учёный подвергает сомнению ранее проводимый этно-социальный анализ общества Бурунди и Руанды. В частности, он утверждает, в противовес другим исследователям, что то, что они считают «этническими группами», не соответствует этому определению и является лишь продуктом политики колонизаторов этих стран. В данной книге собраны и скомпонованы лекции, которые Кретьен читал на эту тему с 1990 по 1996 год.

### «Великие озёра Африки: две тысячи лет истории»
В 2000 году Жан-Пьер Кретьен написал свою наиболее известную и узнаваемую книгу — L’Afrique des grands lacs. Deux mille ans d’histoire (с фр. — «Великие озёра Африки: Две тысячи лет истории»). В том же году она стала лауреатом гран при исторического фестиваля Les Rendez-vous de l'histoire.
В 2003 году учёный-африканист Скотт Страус перевёл работу Кретьена на английский язык. В рецензии на данное издание бывший посол США в Чехии и специалист с мировым именем в области прав человека Джон Шаттак писал о том, что в отличие от подвергшихся аналогичному кризису (с этническими чистками и кровопролитными военными конфликтами) Южной Европы и Балкан, «чёрная Африка» остаётся «белым пятном» в англоязычной науке, несмотря на то, что конфликты там «потрясают своими масштабами». Кретьен же «проливает свет» на этнические противоречия и многовековую историю региона. В своей книги он рассказывает о том, что восприятие геноцида как «неизбежного продукта древней ненависти» в корне неверно. За него, а также за прочие беды региона несёт ответственность широкий круг лиц: от колонизаторов и королей до жестоких военных и безответственных журналистов. Одними из главных виновников Кретьен называет бельгийцев, чей научный этнизм во всех колониях привёл к обострению противоречий и кровопролитным событиям перед самой независимостью или сразу после неё и в Конго, и в Руанде, и в Бурунди. В конце рецензии Шаттак приходит к следующему выводу:
Таким образом, Руанду разрушила не древняя, а современная ненависть. Эта деструктивная враждебность — это отнюдь не «врождённая болезнь» древних социальных структур страны. Она зародилась в её недавнем колониальном прошлом. И даже тогда потребовалось манипулирование этнической идентичностью со стороны новых элит, чтобы создать атмосферу страха и взаимных обвинений, распространившуюся по сельской местности, а затем и по обширным территориям Конго в ходе войны и геноцидов, охвативших регион почти на десять лет
Шаттак называет данное исследование фундаментальным. Аналогичного мнения придерживается и французский историк и, также как и Кретьен, специалист по региону Великих Африканских озёр Жерар Прюнье. В своей рецензии он пишет, что до выхода «Двух тысяч лет истории» существовало лишь одно устаревшее фундаментальное исследование истории региона авторства Эмиля Мвороха. От остальных районов Африки Великие Африканские озёра сильно отличаются за счёт наличия относительно развитых государств, построенных по системе «две нации: одна во власти, а вторая — в рабах». У них были стабильные границы и развитая политическая система, которая напоминала феодальную своими земельными вознаграждениями за преданность королю. Однако колонизаторы, особенно бельгийцы, изменили традиционный порядок и заставили два народа по настоящему ненавидеть друг друга. Прюнье назвал работу Кретьена «психической профилактикой», которая рассказывает о том, что нужно делать, чтобы подобное не повторилось в будущем. Об аналогичных проблемах региона пишет и Гейл Герхарт из Колумбийского университета. Он отмечает, что европейцы не могли поверить в то, что столь развитые общности могли быть основаны в Чёрной Африке, поэтому придумали теорию о вторжении хамитов с севера, которые якобы покорили неразвитые народы. В первой части книги Кретьен пишет о «двух тысячах лет доколониальной и колониальной истории», а во второй рассказывает о том, какие процессы привели к вспышке насилия в странах региона в XX веке.

### Бурундийско-французская историческая школа
В 1990 году специалист по этническим конфликтам в Африке профессор Рене Лемаршан подверг работу Жан-Пьер Кретьена и ряда других исследователей, в том числе социолога Андре Гишауа и историка Габриэля Лё Жена, ассоциированных с «бурундийско-французской» исторической школой, резкой критике. Он писал, что проблема Кретьена в том, что в его работах:
«никогда не поймёшь, где заканчивается пропаганда и где начинается научный анализ; где голословные поучения, преследования и заверения (…) а где начало историко-политического дискурса»
Кретьен ответил, что подобные заявление и ранее делали некоторые историки-африканисты, но при этом ни они, ни Лемаршан никогда не приводят никаких конкретных примеров. Ален Рикар, специалист по африканской социологии и главный редактор научного журнала Politique africaine отметил, что в Канаде действительно разгорелся спор по поводу так называемой «бурундийско-французской исторической школы», в которой труды французских историков ставятся под сомнение из-за того, что они якобы соответствуют идеологии властей Бужумбы. Он отметил заслуги Кретьена и его школы, которая предупреждала о возможности кровавой резни в будущем, впервые назвав события в Бурунди 1972 года геноцидом. В дальнейшем Лемаршан начал цитировать работы Кретьена, называя их профессиональными, но всё же дистанцируясь от него.

### Споры вокруг вопроса национализма и этнизма в Руанде
В 1995 году Кретьен стал лауреатом пародийной премии имени советского деятеля псевдонауки Трофима Лысенко с формулировкой:
Жан-Пьер Кретьен, премия Лысенко за 1995 год за его анализ африканских этносов, описанных так, будто это придумка времён колонизации
Данный приз вручается организацией Carrefour de l'Horloge, продвигающей идеи этнонационализма, и её комиссией под руководством историка-африканиста Бернара Лугана. Как пишет Бернар, Африка всегда была разделена на народности, но Кретьен вместе со своими соратниками, контролируя научные журналы Франции, внедряли мысль о том, что национальное разделение появилось лишь с приходом европейцев. Согласно ему, во всех своих книгах Кретьен продвигает два постулата. Первый из них о том, что кровопролитные столкновения между хуту и тутси, которые происходят с 1959 года (данная статья вышла в 1995, на следующий год после геноцида), имеют исторические и расово-этнические причины, которые развились только в колониальную эпоху. Второй постулат состоит в том, что до колонизации различия носили социальный, а не этно-расовый характер. В своих работах Кретьен постоянно повторяет данные тезисы. Однако оба постулата Луган считает «полнейшей чушью».
Луган и Кретьен достаточно давно конфликтуют между собой. Через десять лет после данной публикации, в 2005 году группа учёных — историков, этнографов и географов — под руководством Жан-Пьера Кретьена выпустила подробную критическую статью о «научном творчестве» Бернара. Работы последнего подвергаются критике как со стороны Кретьена, обвиняющего историка в нацизме и расизме, а также в излишней любви к «старой и великой Европе»:196—198, так и со стороны других учёных, которые называют их «романами», а не серьёзными научными работами. Они же упрекают Лугана в тенденциозности подбора материала, в частности в цитировании колониальных пропагандистских источников, а также в желании выставить европейских колонизаторов однозначным благом для Африки:200—201.

## Взгляды
Кретьен считает, что многие гуманитарные кризисы в мире можно было бы предотвратить. Он заявлял, что задачей любого учёного является своими исследованиями не столько изучить историю какой-либо проблемы, сколько объяснить её причины и сделать всё возможное, чтобы она никогда не повторилась. По его мнению, самые страшные страницы в истории человечества — геноцид и рабство, и именно их следует предотвращать и избегать любой ценой:183—185.

## Работы

### Автор
- Rwanda: les médias du génocide (фр.) / Reporters sans frontières & UNESCO. — Paris: Karthala, 1995. — 397 p. — (Hommes et sociétés). — ISBN 28-653-7621-4. — ISBN 978-28-653-7621-6.
- Le défi de l'ethnisme : Rwanda et Burundi, 1990—1996 (фр.). — Paris: Karthala, 1997. — 400 p. — (Les Afriques). — ISBN 28-653-7727-X. — ISBN 978-28-653-7727-5.
- L'Afrique des grands lacs : deux mille ans d'histoire (фр.). — Paris: Aubier, imprint of Groupe Flammarion[англ.], 2000. — 411 p. — (Collection historique, ISSN 0154-957X). — ISBN 27-007-2294-9. — ISBN 27-007-2294-9. См также англоязычную версию The great lakes of Africa : Two thousand years of history, 2003, Cambridge, MA; New York: Zone Books[англ.] • MIT Press, 529pp в Архиве Интернета.
- Gitega capitale du Burundi. Une ville du Far West en Afrique orientale allemande (фр.). — Paris: Karthala, 2015. — 257 p. — (Hommes et sociétés). — ISBN 28-111-1509-9. — ISBN 978-28-111-1509-8.

### Соавтор или редактор
- Rwanda un génocide du XXème siècle (фр.) / ed. Chrétien Jean-Pierre, Verdier Raymond et Decaux Emmanuel. — Paris: L'Harmattan, 1996. — 262 p. — ISBN 22-963-1456-2. — ISBN 978-22-963-1456-6.
- Histoire d'Afrique: les enjeux de mémoire (фр.) / ed. Jean-Louis Triaud & Jean-Pierre Chrétien. — Paris: Karthala, 1999. — 503 p. — (Hommes et sociétés). — ISBN 28-653-7904-3. — ISBN 978-28-653-7904-0.
- Chrétien Jean-Pierre; Melchior Mukuri. Burundi, la fracture identitaire. Logiques de violence et certitudes «ethniques» (фр.). — Paris: Karthala, 2002. — 468 p. — (Hommes et sociétés). — ISBN 28-458-6318-7. — ISBN 978-28-458-6318-7.
- Chrétien Jean-Pierre, Prunier Gérard. Les ethnies ont une histoire (фр.). — Paris: Karthala, 2003. — 435 p. — (Hommes et sociétés). — ISBN 28-458-6389-6. — ISBN 978-28-458-6389-7.
- Chrétien Jean-Pierre, Dupaquier Jean-François. Burundi 1972, au bord des génocides (фр.). — Paris: Karthala, 2007. — 494 p. — (Hommes et sociétés). — ISBN 28-458-6872-3. — ISBN 978-2-845-86872-4.
- RTLM propaganda : the democratic alibi // The Media and the Rwanda Genocide :  [англ.] / ed. by Allan Thompson. — London ; Ann Arbor : Pluto Press ; Kampala : Fountain Publishers ; Ottawa : International Development Research Centre[англ.], 2007. — XVI, 463 p. — ISBN 978-1-552-50338-6. — ISBN 15-525-0338-0. — JSTOR j.ctt18fs550. — OCLC 93789421.
- L'Afrique de Sarkozy : un déni d'histoire (фр.) / ed. Jean-Pierre Chrétien. — Paris: Karthala, 2008. — 203 p. — (Disputito). — ISBN 28-111-0004-0. — ISBN 978-28-111-0004-9.
- Afrocentrismes. L'histoire des africains entre Égypte et Amérique (фр.) / ed. Claude-Hélène Perrot[фр.], Chrétien Jean-Pierre. — Paris: Karthala, 2010. — 408 p. — (Hommes et sociétés). — ISBN 28-111-2266-4. — ISBN 978-28-111-2266-9.
- Chrétien Jean-Pierre, Kabanda Marcel. Rwanda, racisme et génocide. L'idéologie hamitique (фр.). — Paris: Bélin, imprint of Humensis[фр.], 2017. — 456 p. — ISBN 24-100-0160-2. — ISBN 978-24-100-0160-0.

## Награды
- Орден Почётного легиона[1];
- Премия Лысенко[14];
- Гран при фестиваля «Les Rendez-vous de l’histoire»[6];
- Премия Люка Дюран-Ревиля[18].